# Posthumanismo
En la filosofía, poshumanismo es utilizado, por una parte, como forma de designar las corrientes de pensamiento que aspiran a una superación del humanismo en el sentido de las ideas y las imágenes provenientes del Renacimiento clásico. Así se pretende actualizar dichas concepciones posteriores a la segunda mitad del siglo XX, cuando el sujeto humanista empezó a tener un declive.
También se le da el término poshumanismo a la generación que llega después de la reflexión postmodernista, postcolonial, de género, de raza y de una visión que llega de voces que comenzaron después de los años setenta. Sin embargo, el posthumanismo no es un concepto cerrado, "más bien un índice para describir nuestro momento" (Braidotti, 2015). Y no se trata de comprender lo que es el ser humano en esencia, sino lo que quiere llegar a ser y en lo que se puede convertir como especie.
Otro uso del término poshumanismo es el que suele asimilarse como destino del transhumanismo al superar las limitaciones intelectuales y físicas mediante el control tecnológico de su propia evolución biológica (véase Ingeniería genética humana), emergiendo un estado existencial fisicalista en el que ya se domina la trascendencia natural de la humanidad.
Poshumano es un concepto notablemente originado en los campos de la ciencia ficción, futurología, arte contemporáneo, y filosofía. Esos múltiples orígenes interactuantes han contribuido a la profunda confusión en torno a las similitudes y diferencias entre el poshumano del "posmodernismo" y el poshumano del "transhumanismo".
El poshumanismo y la tecnología han ido avanzando de la mano ya que actualmente es una forma de poder acceder al conocimiento. Redes sociales, teléfonos inteligentes y demás son instrumentos que nos facilitan el acceso al conocimiento. El conocimiento relativista y el cuántico han sido diferentes tipos de conocimiento con el cual hemos ido desarrollando la tecnología debido a que estos surgen propiamente de la física moderna.
Además de que el poshumanismo toma cuerpo de naturaleza en la sociedad, las hipótesis sobre el surgimiento de un nuevo prototipo humano abren un período de reflexión sobre las promesas de la tecnología.
Añadiendo que después de la pandemia provocada por el COVID-19, el posthumanismo cobró una mayor importancia, dejando de ser solo existencial, o sea, transformándose en una filosofía que ayude al ser humano a entender "quién es".

## Posthumano
Posthumano o post-humano es un concepto que se origina en los campos de la ciencia ficción, futurología, arte contemporáneo, y filosofía, que significa una persona o entidad que existe en un estado más allá, mientras este continúa siendo humano. Los objetivos de concepto están en dirigir una variedad de cuestiones, incluyendo ética y justicia, lengua y trans- comunicación de especies, sistemas sociales, y las aspiraciones intelectuales de interdisciplinariedad.
Posthumanismo no debe ser confundido con transhumanismo y las definiciones estrechas del posthumano, como los esperados para la trascendencia de materialidad. La idea del posthumano viene arriba de ambos en posthumanismo, así como transhumanismo, pero tiene un significado especial en cada tradición. En 2017, Penn State University Press en cooperación con Stefan Lorenz Sorgner y James Hughes estableció la Revista de Posthuman Estudies, en el que todos los aspectos del concepto "posthumano" pueden ser analizados.
En teoría crítica, el posthumano es un especulativo comienzo que representa o busca re-concebir el concepto de ser humano. Este es el objeto de la crítica posthumanista, el cual críticamente cuestiona el humanismo, una rama de filosofía humanista afirma que la naturaleza humana es un estado universal del cual el ser humano emerge; la naturaleza humana es autónoma, racional, capaz de libre albedrío y unificado en sí mismo como el ápicie de la existencia. Así, la posición posthumana reconoce la imperfección y desunión de uno mismo, y entiende el mundo a través de perspectivas heterogéneas mientras busca mantener la dedicación y rigor intelectual a observaciones objetivas. La clave de esta práctica posthumana es la capacidad de cambiar de perspectiva con fluidez y manifestarse a través de diferentes identidades. El posthumano, para teóricos críticos del tema, tiene una ontología emergente en lugar de una estable; en otras palabras, el posthumano no es un individuo singular, sino uno que puede "convertirse" o encarnar identidades diferentes y entender el mundo de perspectivas múltiples heterogéneas.
La concepción del cyborg de Haraway (1983) es una versión irónica de las concepciones tradicionales del cyborg que invierte el tropo tradicional del cyborg cuya presencia cuestiona la línea saliente entre humanos y robots. El cyborg de Haraway es en muchas maneras la versión "beta" del posthumano, ya que su teoría del cyborg hizo que el tema se abordara en la teoría crítica.
Los derechos naturales y políticos posThumanos se han enmarcado en un espectro con los derechos animales y los derechos humanos. El posthumanismo amplía el alcance de lo que significa ser una forma de vida valorada y ser tratado como tal (en contraste en ciertas formas de vida que son vistas como inferiores y se aprovechan de ellas o se las mata); “Exige una definición más inclusiva de la vida, y una mayor respuesta moral y ética, y una mayor responsabilidad, hacia las formas de vida no humanas en la era de la confusión y la mezcla de especies. … Este cuestiona el ordenamiento jerárquico, y posteriormente la explotación e incluso la erradicación, de las formas de vida”.

## El posthumanismo en el arte.
El posthumanismo tiene una gran influencia en el arte contemporáneo así como en el ámbito de la moda. Hay diversos exponentes que hacen prueba de esto, entre ellos H. R. Giger en el arte gráfico, Neil Harbisson en las artes visuales, Bjork, Arca y Salvia en el área de la música y Fecal Matter en la moda.
Michael Hauskeller, Thomas D. Philbeck, y Curtis D. Carbonell desarrollaron un manual centrado en las representaciones del posthumanismo en el cine y la televisión: The Palgrave Handbook of Posthumanism in Film and Television. El texto es considerado como imprescindible para situar la representación de lo poshumano en el rubro audiovisual contemporáneo.
La llamada «cartografía del posthumanismo» es una muestra de la necesidad de establecimiento de parámetros o etiquetas que sean útiles para caracterizar un fenómeno que está extremadamente relacionado con los avances tecnológicos y científicos. En este manual los posthumanos ficticios son seres, en alguna medida, superan o cuestionan la identidad y los valores de los humanos y de su identidad. Por este motivo, Hauskeller, Philbeck y Carbonell desglosa en su manual siete bloques que ofrecen no solo distintos análisis sobre productos audiovisuales relacionados con el imaginario de lo posthumano, sino también cuestiones conceptuales y filosóficas que se desprenden o subyacen tras cada uno de ellos.

### Los siete apartados
La primera parte, Paving the Way to Posthumanism: The Precursors desarrolla algunos de los temas del poshumanismo o cuestionan la naturaleza y valores de la identidad humana presentado esquemas de superación de la misma. Tomando como antecedentes a intelectuales como: Nietzsche, Baudrillard, Guattari, Foucault o Latour, quienes en sus distintas teorías apuntan nuevas perspectivas ontológicas de la imagen de lo humano en contraposición a lo no-humano. Algunas tiras audiovisuales son Gattaca, The Truman Show, Blade Runner, Hannah y sus hermanas o Titanic.
La segunda sección, Varieties of People-to-Come: Posthuman Becomings trata sobre la idea de que el poshumano no nace sino que se hace de tal manera que la sección irá desarrollando e incluso clasificando a todos aquellos seres que se han transformado en no humanos gracias a los avances de la tecnología y de la ciencia incluyendo también sus equivocaciones. Desde los superhéroes hasta los monstruos, esta aglomeración de representaciones alcanzarán a vampiros, zombis, transformers, mutantes o cyborgs. Las aplicaciones a los mundos Marvel y DC son ineludibles, como también las distintas películas y sagas en las que entidades no humanas y animales se transforman o evolucionan hacia fórmulas de pensamiento similares a las humanas.
La tercera parte, Rise of the Machines: Posthuman Intellects cierra el repertorio de entidades poshumanas representando las máquinas, las inteligencias artificiales y su capacidad de autonomía y de decisión son centrales de un debate que alcanzará al desarrollo tecnológico, sus límites, retos y creación de hiperrealidades. La lista de películas que tratan esta temática son Terminator, a Ava de Ex_Machina, entre otras.
Body and Soul: Posthumans Subjectivities es la cuarta parte de este manual, el cual se centra en las distintas fórmulas de corporeización del poshumano que, a lo largo de los tiempos, ha ido sufriendo extraordinarias variaciones todas ellas relacionadas con la identificación física hiperreal con los humanos. Esta premisa se ratifica haciendo mención de dos ejemplos: la creación de identidades falsas o identidades digitales por los usuarios de las redes y el aumento del cibersexo que engloba las actividades más frívolas pero también las más perversas.
El quinto apartado, Better Humans: Posthuman capacities, plantea las distintas posibilidades que la tecnología nos puede llegar a ofrecer para la mejora de las capacidades humanas (o lo que es lo mismo, la biotecnología o el transhumanismo) y que tienen distintas aplicaciones en la realidad, algunas de ellas ya avanzadas en la ficción audiovisual plagada de superhéroes con gadgets que les facilita su tarea y de hombres/mujeres biónicos pero también de seres y máquinas con claras tendencias totalitarias.
Los trabajos que ocupan la sexta sección, Creating Difference and Identity: Posthuman Communities, insisten especialmente en el campo económico y medioambiental. La relación con las narrativas distópicas es el elemento esencial de esta poshumanidad que muchas veces no tiene nada que ver con entes o cuerpos extraños sino a la acción de la especie humana.
La última parte, More Human than Human: Posthuman Ontologies, habla sobra las distintas consideraciones acerca de la ontología no-humana (quiénes somos, de dónde venimos, cuál es nuestro objetivo, qué valores nos identifican, cuál es nuestro destino) no son más que una reflexión acerca de nuestra propia naturaleza a la que no es ajena la religión, la moralidad y la ética.

## Transición de humanismo a posthumanismo
Contrario a lo que propone el humanismo, el posthumanismo, evolución o paso a seguir del humanismo, como pensamiento filosófico propone la descentralización del ser humano. Tomando en cuenta primeramente a todos los humanos por igual dejando atrás complejos machistas o misóginos, además tiene en cuenta que las acciones del ser humano tienen un impacto no solo en el mismo humano, sino que afecta el ambiente y a los demás seres vivos en el planeta por lo que también tiene en cuenta pensamientos como el animalismo (Cole, et. al, 2011). El impacto cultural y tecnológico ha sido tan grande que ha permitido al ser humano cambiar, realizar tareas de forma más sencilla o incluso expresarse con su propio cuerpo, a la combiación o fusión de estos aspectos (cultural y tecnológico) con el cuerpo humano se le conoce como “Cyborg”,  no por ser un humano con piezas robóticas adheridas a su cuerpo sino que la mezcla de estos elementos permite que el humano se exprese y muestre historias de una forma que ningún otro ser vivo puede hacerlo (Czaja, 2011). Por otro lado el término “Cyborg” también puede utilizarse de una forma más literal ya que el transhumanismo que se relaciona desde un aspecto físico con el posthumanismo, se propone de esta forma que mediante la tecnología se mejoren las capacidades físicas del ser humano (Hayles, 1999). El posthumanismo entonces pretende ser el siguiente paso para la humanidad mediante la implementación de distintos conceptos a lo que se creía del humanismo, dejando a un lado al ser humano (de sexo masculino) como lo más y único importante a tener en cuenta no solo a todos los humanos por igual, sino que también se contemplan las implicaciones que estos tienen en el medio ambiente, los demás seres vivos y como también cosas o conceptos creados por la misma humanidad como la tecnología y la cultura ha modificado a la especia llegando al punto de crear un término como “Cyborg” para poder explicar desde distintos contextos al humano moderno y del futuro.[cita requerida]

## Posthumanización
La posthumanización comprende "aquellos procesos por los cuales una sociedad llega a incluir miembros distintos de los seres humanos biológicos 'naturales' que, de una manera u otra, contribuyen a las estructuras, dinámicas o significados de la sociedad". La posthumanización es uno de los fenómenos clave estudiados por aquellas disciplinas y metodologías académicas que se identifican como "posthumanistas", incluyendo el posthumanismo crítico, cultural y filosófico. Sus procesos se pueden dividir en formas de posthumanización no tecnológica y tecnológica.

### Posthumanización no tecnológica
Si bien la posthumanización tiene vínculos con las metodologías académicas del posthumanismo, es un fenómeno distinto. El auge del posthumanismo explícito, como enfoque académico es relativamente reciente, ocurriendo desde finales de la década de 1970. Sin embargo, algunos de los procesos de posthumanización que estudia son antiguos. Por ejemplo, las dinámicas de posthumanización no tecnológica han existido históricamente en todas las sociedades en las que los animales se incorporaban a las familias como mascotas domésticas o en las que se consideraba que fantasmas, monstruos, ángeles o héroes semidivinos desempeñaban algún papel en el mundo
Tal posthumanización no tecnológica se ha manifestado no sólo en obras mitológicas y literarias, sino también en la construcción de templos, cementerios, zoológicos u otras estructuras físicas que se consideraban habitadas o utilizadas por seres cuasi o para-humanos que no eran seres humanos naturales, vivos y biológicos, pero que sin embargo desempeñaban algún papel dentro de una sociedad determinada.  Esto fue así hasta el punto de que, según la filósofa francesca: "la noción de espiritualidad amplía dramáticamente nuestra comprensión de lo posthumano, permitiéndonos investigar no solo tecnologías técnicas (robótica, cibernética, biotecnología, nanotecnología, entre otras), sino también, tecnologías de la existencia".

### Posthumanización tecnológica
Algunas formas de posthumanización tecnológica implican esfuerzos para alterar directamente las estructuras y comportamientos sociales, psicológicos o físicos del ser humano a través del desarrollo y la aplicación de tecnologías relacionadas con la ingeniería genética o el aumento neurocibernético; tales formas de posthumanización son estudiadas, por ejemplo, por la teoría cyborg. Otras formas de posthumanización tecnológica indirectamente "posthumanizan" la sociedad humana a través del despliegue de robots sociales o intentos de desarrollar inteligencias generales artificiales, redes sensibles u otras entidades que puedan colaborar e interactuar con los seres humanos como miembros de sociedades posthumanizadas.
Las dinámicas de la posthumanización tecnológica han sido durante mucho tiempo un elemento importante de la ciencia ficción; géneros como el cyberpunk los toman como foco central. En las últimas décadas, la posthumanización tecnológica también se ha convertido en objeto de una creciente atención por parte de académicos y responsables políticos. Las fuerzas en expansión y aceleración de la posthumanización tecnológica han generado respuestas diversas y contradictorias, con algunos investigadores que ven los procesos de posthumanización como la apertura de la puerta a un futuro transhumanista más significativo y avanzado para la humanidad, mientras que otras críticas bioconservadoras advierten que tales procesos pueden conducir a una fragmentación de la sociedad humana, pérdida de significado y subyugación a las fuerzas de la tecnología.

### Características comunes de la posthumanización tecnológica y no tecnológica
Los procesos de posthumanización tecnológica y no tecnológica tienden a resultar en una "desantropocentrización" parcial de la sociedad humana, ya que su círculo de miembros se amplía para incluir otros tipos de entidades y la posición de los seres humanos se descentra. Un tema común del estudio posthumanista es la forma en que los procesos de posthumanización desafían o desdibujan binarios simples, como los de "humano versus no humano", "natural versus artificial", "vivo versus no vivo" y "biológico versus mecánico".